# Mouilleron-en-Pareds
Mouilleron-en-Pareds – miejscowość i dawna gmina we Francji, w regionie Kraj Loary, w departamencie Wandea. W 2013 roku liczba ludności wynosiła 1444 mieszkańców.
W dniu 1 stycznia 2016 roku z połączenia dwóch ówczesnych gmin – Mouilleron-en-Pareds oraz Saint-Germain-l’Aiguiller – utworzono nową gminę Mouilleron-Saint-Germain. Siedzibą gminy została miejscowość Mouilleron-en-Pareds.